# Branca Bezerra
Branca Bezerra morreu em Évora no ano de 1533, casou-se com Gil Vicente em 1484.
Ela viveu com Gil Vicente durante toda a sua vida, dando à luz Gil Vicente Filho, Luiz Vicente e Paula Vicente.
Gil Vicente mandou gravar em seu epitáfio:
Aqui jaz a mui prudente
Senhora Branca Bezerra
Mulher de Gil Vicente
Feita Terra.

## Referência
- Gil Vicente e a sua obra: conferência realizada no serão vicentino de J. M. de Queiroz Velloso, publicada em 1913 com 80 páginas, citada na página 58.
- Dicionário prático ilustrado Lello de 1964 de José Lello e Edgar Lello editado por LELLO & IRMÂOS, pág. 1451
- Líricas de Gil Vicente de Gil Vicente publicado em 1943 com 110 páginas, citada na página 22.
- Ocidente publicado em Portugal em 1938, citada na página 66.
- Revue britannique, publ. par mm. Saulnier fils et P. Dondey-Dupré editado por Sébastien Louis Saulnier em 1847, citada na Página 353.
- The Realities of Images: Imperial Brazil and the Great Drought de Gerald Michael Greenfield publicado me 2001 com 148 páginas, citada na página 86.